# Hippocrepis bourgaei
Hippocrepis bourgaei là một loài thực vật có hoa trong họ Đậu. Loài này được (Nyman) Hervier miêu tả khoa học đầu tiên.